# Lassana Diarra
Lassana Diarra (Paris, 10 de março de 1985) é um ex-futebolista francês que atuava como volante.
É lembrado por ter sido o camisa 10 por um certo período no Real Madrid.

## Seleção nacional
Estreou pela Seleção Francesa principal em 24 de março de 2007 contra a Lituânia em partida válida pelas Qualificações para o Campeonato Europeu de 2008.
Foi convocado para a Eurocopa de 2016 porém foi cortado dias antes da primeira partida e substituído por Morgan Schneiderlin.

## Títulos
Chelsea
- Copa da Liga Inglesa: 2006–07
- Copa da Inglaterra: 2006–07

Portsmouth
- Copa da Inglaterra: 2007–08

Real Madrid
- Campeonato Espanhol: 2011–12
- Copa do Rei: 2010–11
- Troféu Santiago Bernabéu: 2009, 2010 e 2011
- Supercopa da Espanha: 2012

Paris Saint-Germain
- Campeonato Francês: 2017–18
- Copa da Liga Francesa: 2017–18
- Copa da França: 2017–18
- Supercopa da França: 2018